# 马尼图斯普林斯 (科罗拉多州)
馬尼圖斯普林斯（英語：Manitou Springs）是美国科罗拉多州厄爾巴索縣下属的一座城市。建市于1888年1月25日，面积大约为3.157平方英里（8.175平方公里）。根据2010年美国人口普查，该市有人口4,992人。2011年估计该市有人口5,113人，相比2010年人口增长率为2.42%。同时，论人口该市是科罗拉多州第75大城市。